# Instinción
Instinción est une commune de la province d'Almería, Andalousie, en Espagne.

## Géographie

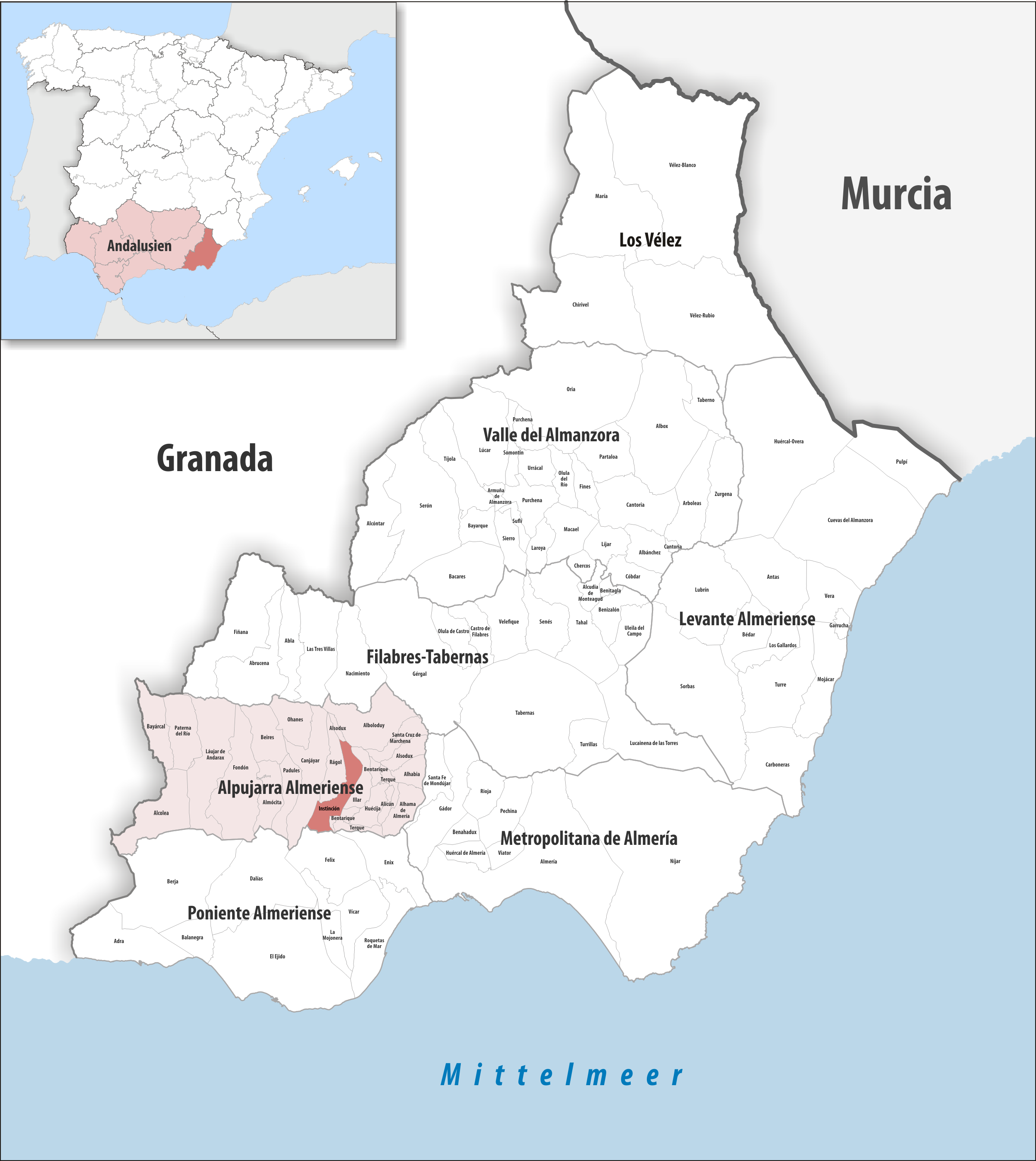
Instinción dans la comarque Alpujarra almeriense, province d'Almería / en Andalousie

### Localisation
La commune de Instinción se trouve au sud-sud-est de l'Espagne, dans le sud de la province d'Almería et vers le centre-est de la comarque Alpujarra almeriense.
Almería est à 33 km sud-est ;
Madrid à 524 km nord ;
Malaga à 213 km ouest ;
Gibraltar à 351 km ouest-sud-ouest (distances par route).
Instinción fait partie de l'Alpujarra, petite région entre la sierra Nevada au nord et la mer Méditerranée au sud, limitée à l'ouest par la sierra de Lujar (es) et à l'est par la sierra de Gádor.

### Communes limitrophes
Instinción jouxte Terque et Enix au sud-est seulement par un quintipoint où l'on trouve aussi Bentarique et Felix ; ce point est aussi l'endroit où se trouve la mare de la Chanata (es), petit espace humide protégé partagé entre Bentarique, Terque, Enix, Felix et Instinción.

### Hydrographie
Le fleuve Andarax traverse la commune d'ouest en est. Il n'y reçoit aucun affluent.

## Administration
| Période                                  | Période | Identité | Étiquette | Qualité |
| ---------------------------------------- | ------- | -------- | --------- | ------- |
| N/A                                      | N/A     | N/A      | N/A       | Maire   |
| Les données manquantes sont à compléter. |         |          |           |         |

## Économie
Vin de pays Ribera del Andarax
Elle fait partie de la zone couverte par l'appellation « vin de pays » (es) (Vino de la Tierra) Ribera del Andarax (es),
une indication géographique réglementée en 2003. 21 communes en font partie, toutes dans la province d'Almería : 
Alboloduy, 
Alhabia, 
Alhama de Almería, 
Alicún, 
Almócita, 
Alsodux, 
Beires,
Bentarique, 
Canjáyar, 
Enix, 
Felix, 
Gérgal, 
Huécija,
Illar, 
Instinción, 
Nacimiento, 
Ohanes, 
Padules,
Rágol, 
Santa Cruz de Marchena,
Terque.